# Clastobryum leucophyllum
Clastobryum leucophyllum är en bladmossart som beskrevs av Benito C. Tan 1994. Clastobryum leucophyllum ingår i släktet Clastobryum och familjen Sematophyllaceae. Inga underarter finns listade i Catalogue of Life.